# Hans Widera

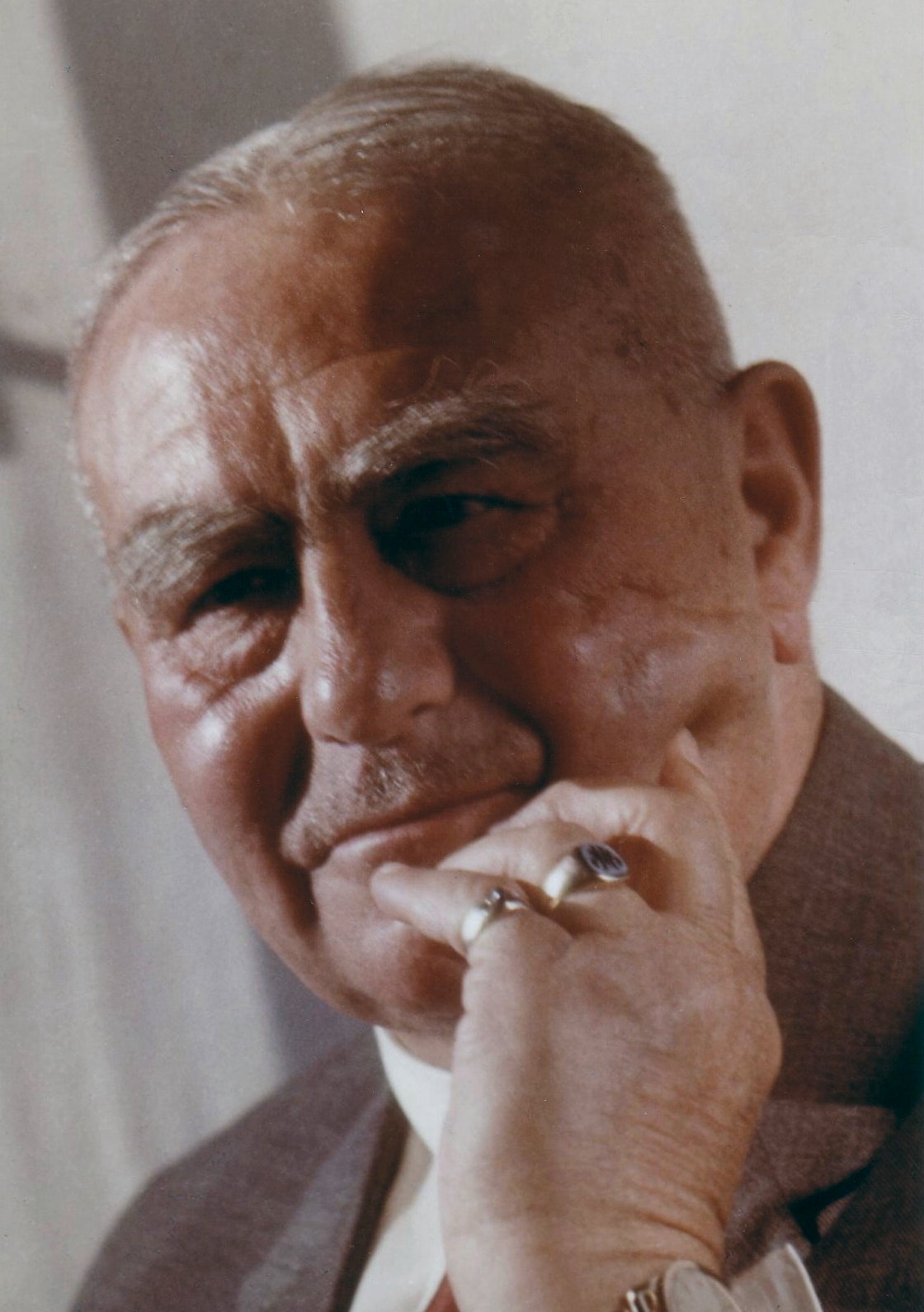
Hans Widera

Hans Widera (* 6. Februar 1887 in Oppeln; † 21. November 1972 in Raubling) war ein deutscher Wirtschaftsjurist.

## Leben
Als Sohn eines kgl. preußischen Zolldirektors besuchte Widera das Gymnasium in Landsberg (Warthe) und das Altstädtische Gymnasium in Königsberg. Nach dem Abitur studierte er ab 1906 Rechtswissenschaft an der Albertus-Universität Königsberg. Im Sommersemester 1906 wurde er Mitglied des Corps Masovia. Nach dem Ersten Examen war er ab 1910 Rechtsreferendar in Tapiau, Königsberg und Städten außerhalb Ostpreußens.
Im Oktober 1911 trat er als Einjährig-Freiwilliger in das Königin Augusta Garde-Grenadier-Regiment Nr. 4 der Preußischen Armee ein, mit dem er auch in den Ersten Weltkrieg zog. Als Leutnant und Oberleutnant diente er an der Ost- und Westfront. Er war Zug- und Kompanieführer, Bataillons- und Regimentsadjutant. 1914 und 1916 wurde er verwundet. Im September 1917 geriet er in französische Kriegsgefangenschaft, aus der er erst 1920 entlassen wurde. In Berlin bestand er das Assessorexamen mit dem Patent vom 1. April 1914. In Königsberg promovierte er zum Dr. iur. Für seine Leistungen während des Krieges hatte man Widera mit beiden Klassen des Eisernen Kreuzes, dem Ritterkreuz des Ordens vom Zähringer Löwen mit Schwertern sowie mit dem Österreichischen Militärverdienstkreuz III. Klasse mit der Kriegsdekoration ausgezeichnet.
Im Oktober 1920 schied er als Landrichter aus dem Justizdienst aus. Er heiratete 1921 Johanna Neubauer, eine Verlegertochter. Sie hatten eine Tochter und zwei Söhne, die im Kindesalter an einem Herzfehler und einer Blinddarmentzündung starben. Bis Ende 1923 war Widera in Berlin Geschäftsführer verschiedener Verbände der papierverarbeitenden Industrie. Am 15. Januar 1924 wurde er Syndikus der Aschaffenburger Zellstoffwerke. In der Zeit des Nationalsozialismus musste er den Posten aufgeben, konnte aber im Unternehmen bleiben.
Wegen seiner jüdischen Mutter als „Halbjude“ von nationalsozialistischen Stellen drangsaliert, musste er auch um die Treue seiner Corpsbrüder fürchten. In einem Brief vom 22. Januar 1934 fragte Hans Pfundtner – Staatssekretär im Reichsinnenministerium und Wideras Leibbursch – den Führer des Corpsstudententums Max Blunck, ob der Arierparagraph bei Widera, Rolf Grabower und zwei anderen Masuren anzuwenden sei. „Mit Rücksicht auf ihre Frontkämpfer-Eigenschaften resp. ihren Beamten-Charakter“ sah Bluncks persönlicher Referent bei Widera und Grabower keine Notwendigkeit für eine Entlassung aus dem Corps. Um ihm Ungemach zu ersparen, legte Widera trotzdem das Band im Oktober 1935 nieder. Seit 1936 war er mit seinem Unternehmen in Berlin. Mit ihm zog er im Februar 1945 nach Raubling/Oberbayern. 1948 lehnte er die angebotene Wiederaufnahme des Bandes ab. Erst 1956 ließ er sich von Wilhelm Brindlinger umstimmen: „Wir waren die Schweine!“ In der Nachkriegszeit rückte in den Vorstand seines Unternehmens auf, zuständig für das Personal- und Steuerwesen. 1949 wurde er der erste Vorsitzende der neugegründeten Vereinigung der Arbeitgeberverbände der Deutschen Papierindustrie e. V. Seit Januar 1952 verwitwet und im Herbst 1952 pensioniert, blieb er auf seinem Alterssitz in Raubling. Er kam oft zu größeren Veranstaltungen des Corps Palaiomarchia-Masovia nach Kiel, war einige Jahre Vorsitzender des AHSC Rosenheim und besuchte die Kösener Congresse in Würzburg. Der Altherrenverein des Corps Palaiomarchia verlieh ihm 1960 das Band. Widera bereiste alle Kontinente. Er hinterließ eine Tochter und hatte vier Enkel.